# Мусоропровод

Структура мусоропровода

Мусоропрово́д — техническое устройство, представляющее собой бетонную либо металлическую трубу большого сечения, смонтированную вертикально в многоэтажных домах. Предназначен для более эффективной утилизации твёрдых бытовых отходов (ТБО).
Для выбрасывания ТБО в трубе мусоропровода оборудуются специальные дверцы-шлюзы, сконструированные таким образом, что бытовые отходы могут попасть внутрь трубы мусоропровода, но не могут выпасть наружу. Шлюзы расположены на каждом этаже или через этаж. Часто располагаются на межэтажных площадках. В сталинских домах также широко практиковалось размещение трубы мусоропровода около канализационного стояка, а дверцы мусоропровода — внутри квартиры на кухне или в коридоре. В настоящее время мусоропровод практически никогда не устанавливается в квартирах по санитарным соображениям.
Мусор под действием силы тяжести падает вниз по трубе мусоропровода в специальное помещение (мусороприёмник) на первом этаже или в подвале дома, из которого мусор затем отправляется на утилизацию.

## История

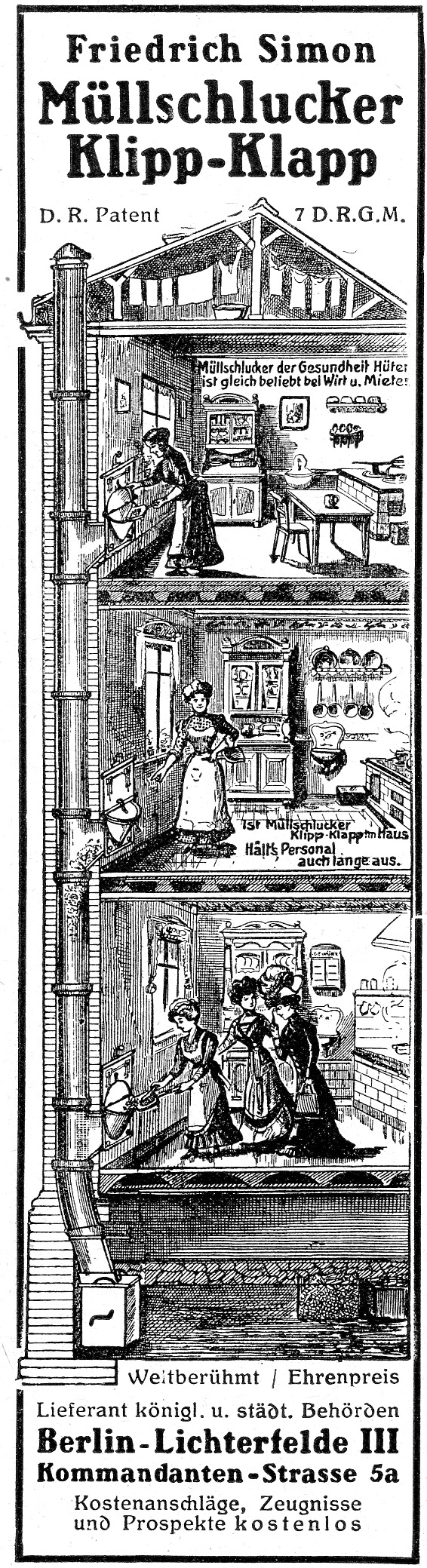
Немецкая реклама мусоропровода. 1913 год

Первоначальное массовое внедрение мусоропроводов произошло в Германии. В 1912-году были получены патенты с номерами 238346 и 238393, в 1913 началась их массовая установка в домах, которая рассматривалась как значительное достижение в области гигиены.
Независимо от немецкого изобретения, мусоропровод был изобретён и популяризован известным шведским архитектором Свеном Валландером. Большая часть источников связывает изобретение мусоропровода именно с его именем. Во время поездки в Нью-Йорк в 1920 году Валландеру пришла в голову идея создания мусоропровода. В результате реализации этой идеи в 1923 году самый первый мусоропровод в Швеции был установлен в доме на Вальхаллавэген в Стокгольме. Валландер подал заявку на патент на эту концепцию в 1930 году, и патент был одобрен в 1934 году. В 1930-х годах мусоропровод был введен в качестве стандарта HSB (крупнейший шведский жилищный кооператив) и вскоре стал частью шведских строительных норм и правил.
Впервые в России мусоропровод был спроектирован во Владивостоке, в дуэте двух зданий, возведённых в 1938—1939 гг. под названием «Серая лошадь».

## Структура гравитационного домового мусоропровода
- Ствол мусоропровода — его основой служит асбестоцементная безнапорная труба;
- Загрузочный навесной клапан с уплотнителем (КЗ) — служит для приёма твёрдых бытовых отходов и их сброса в ствол мусоропровода;[5]
- Шибер (наклонный ШН, прямой ШП) — служит для периодического перекрытия нижней оконечности ствола мусоропровода;[5]
- Контейнер (К-1) — служит для сбора твёрдых бытовых отходов;
- Хомут опорный (ХО-1) — служит для крепления ствола мусоропровода на лестничной площадке;
- Дефлектор в сборе (Д-1, Д-2) — служит для улучшения естественной вентиляции и защиты от атмосферных осадков. Устанавливается на верхнюю часть ствола;[5]
- Муфта опорная (МО-1) — соединяет шибер и ствол;
- Установка прочистки и дезинфекции (УПД-1, УПД-2) — служит для дезинфекции и прочистки внутренней поверхности ствола[5].

Другие элементы:
- Хомут крепления клапана
- Прокладка резиновая упругая шумоизоляционная (1300×180×5, 70×70×5)
- Крепёж (болты, гайки и т. д.)
- Хомут металлический соединительный

## Достоинства мусоропровода
- Существенно облегчает процесс утилизации ТБО в многоквартирных домах.
- Облегчает организацию раздельного сбора мусора, если ствол мусоропровода предусмотрен для раздельного сбора. В современных системах ствол мусоропровода предусматривают в новых домах с раздельным сбором мусора с 2-3 загрузочными клапанами на этаже и один общий ствол или ствол с одним загрузочным клапаном и автоматическим делением мусора в различные контейнеры, установленных в мусорокамеры[6][7][8][9][10].
- Незаменим для маломобильных групп населения, а также пожилых людей.
- Хорошая альтернатива контейнерным площадкам во дворах, отсутствие доступа к отходам посторонних лиц и домашних животных.
- Локализация сбора мусора в одном месте.

## Недостатки мусоропровода
- Требует постоянной квалифицированной эксплуатации (чистка трубы, ежедневный вывоз ТБО из мусороприёмника в соответствии с санитарными нормативами РФ)[11].
- Может являться источником плохих запахов.
- Источник пожароопасности.
- Может являться источником заразных насекомых.
- Обслуживание мусоропровода обходится дороже;

В нескольких землях Германии и Исландии строительство домов с мусоропроводами было запрещено. В белорусском Гомеле в 1995 году стартовал эксперимент под названием «Жизнь без мусоропровода», после чего из подъездов исчезли тараканы и крысы, а показатель раздельного сбора мусора вырос в десятки раз. Целесообразность запрета мусоропроводов обсуждается и в России.

## Вакуумные мусоропроводы
Наряду с привычными мусоропроводами, в которых передвижение мусора осуществляется строго вертикально, под действием силы тяжести, разрабатывались и более сложные системы вакуумных мусоропроводов. Первоначально эту технологию использовали для организации стационарных систем сбора пыли в зданиях по типу пылесосов. Технология вакуумной транспортировки бытовых отходов была разработана шведской компанией Envac в 1950-е годы. Первая подобная система была введена в эксплуатацию в 1961 году. Поскольку вакуумные мусоропроводы обеспечивают движение мусора не только по вертикали, но и по горизонтали, их внедрение позволило строить распределённые системы, которые охватывают не только одно здание, но и целые городские кварталы. Современные реализации таких систем поддерживают раздельный сбор мусора.

## Фотографии

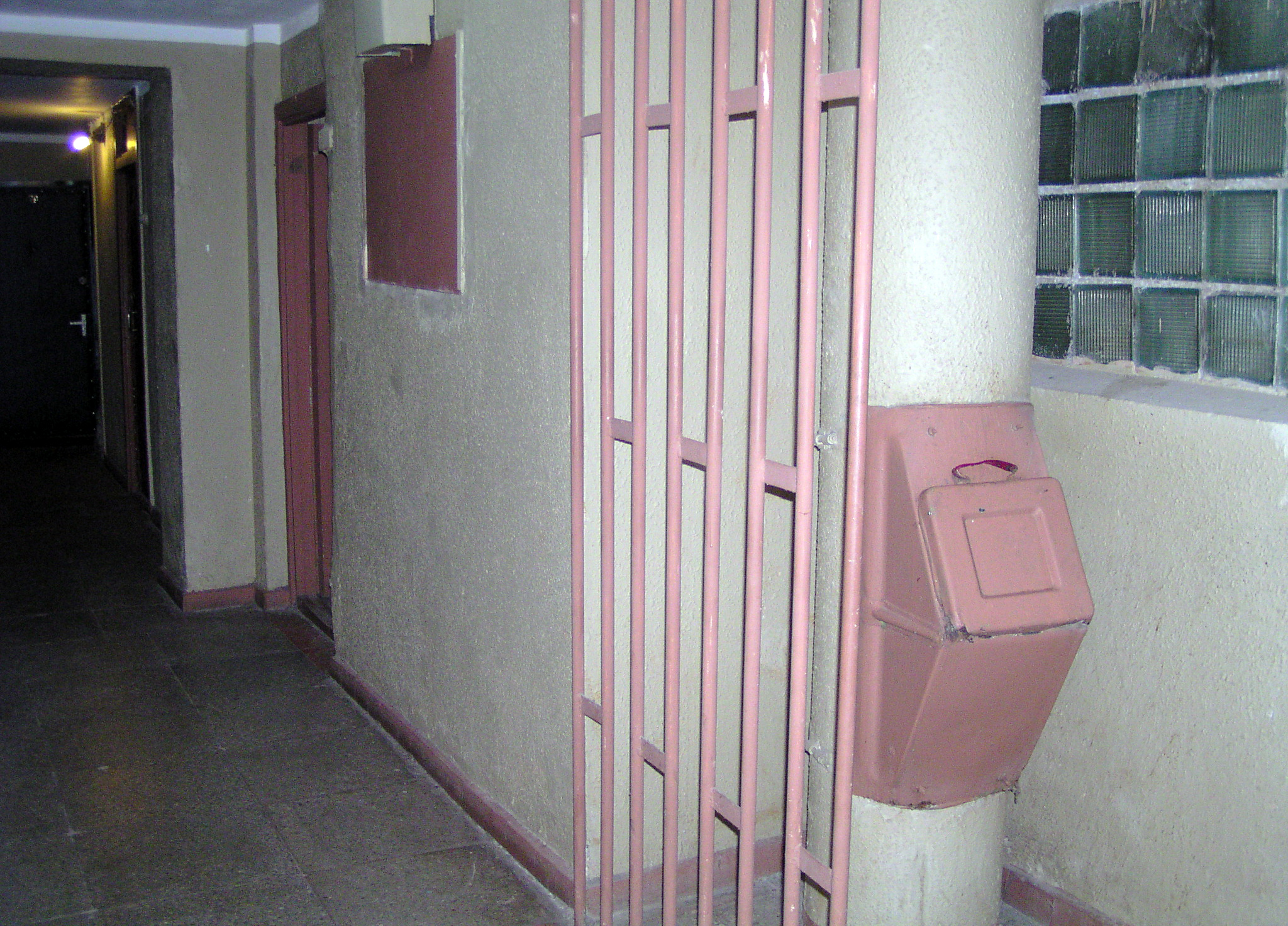
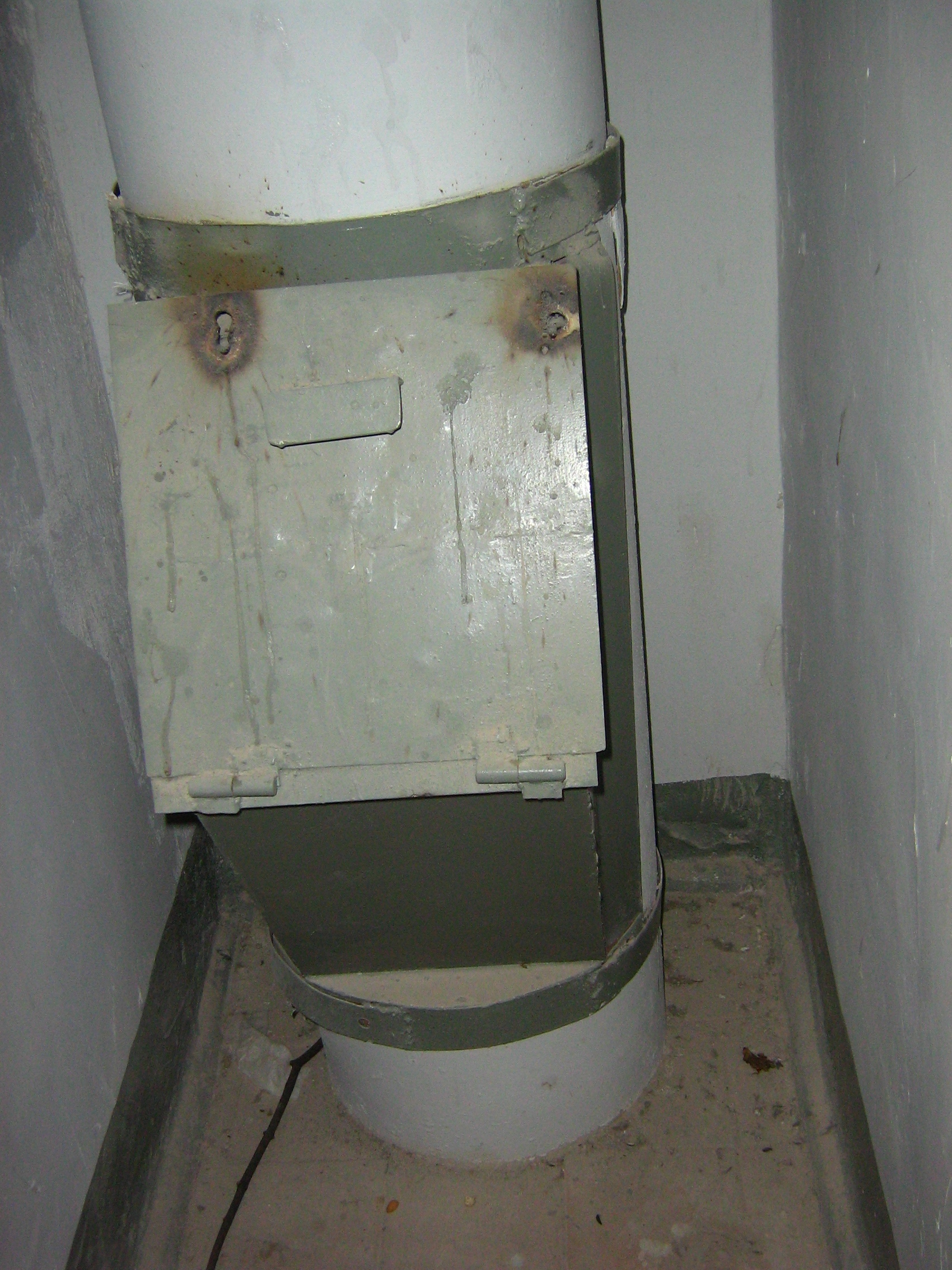
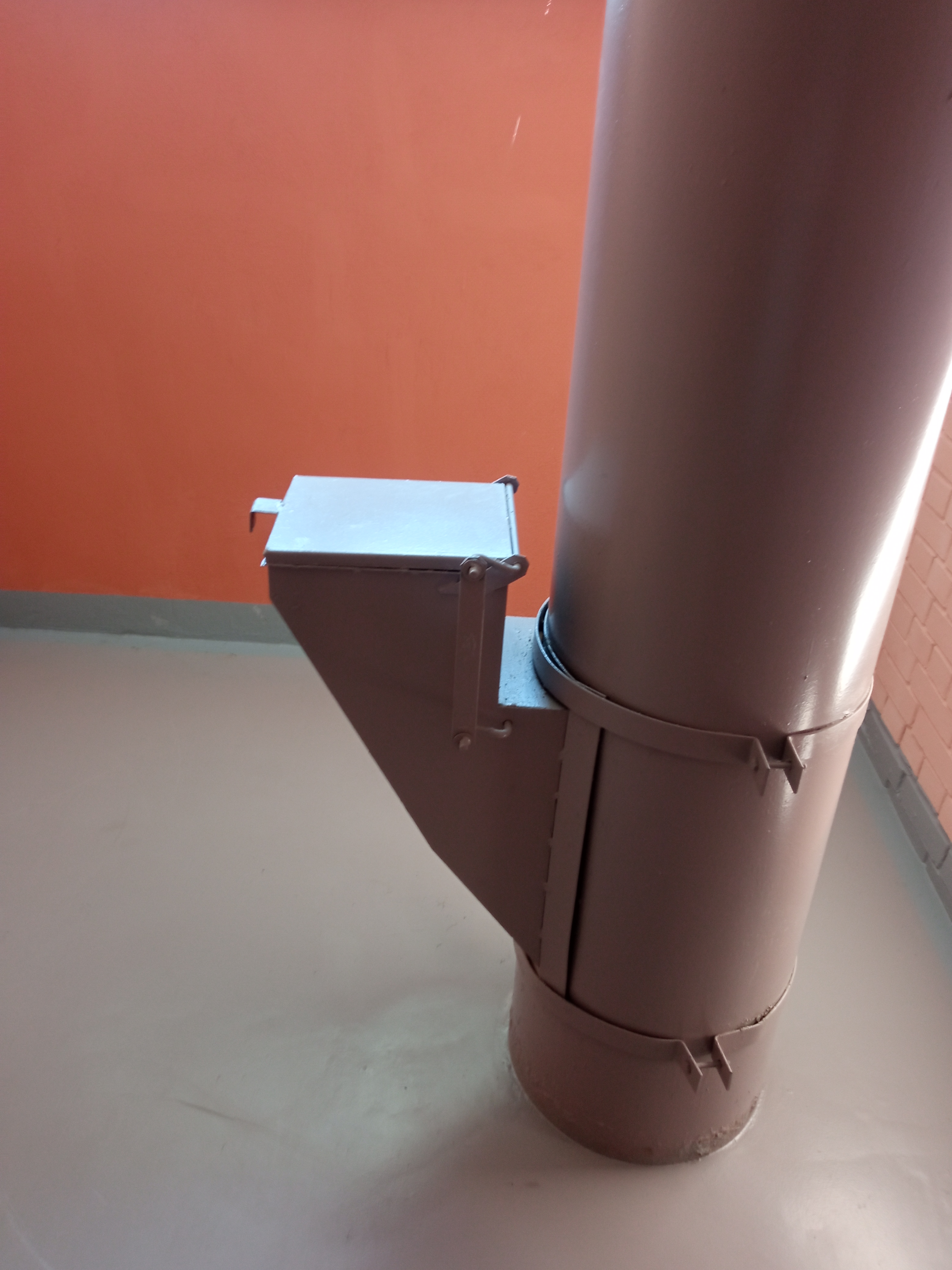
Классический мусороприёмник, характерный для многоквартирных жилых домов бывшего СССР
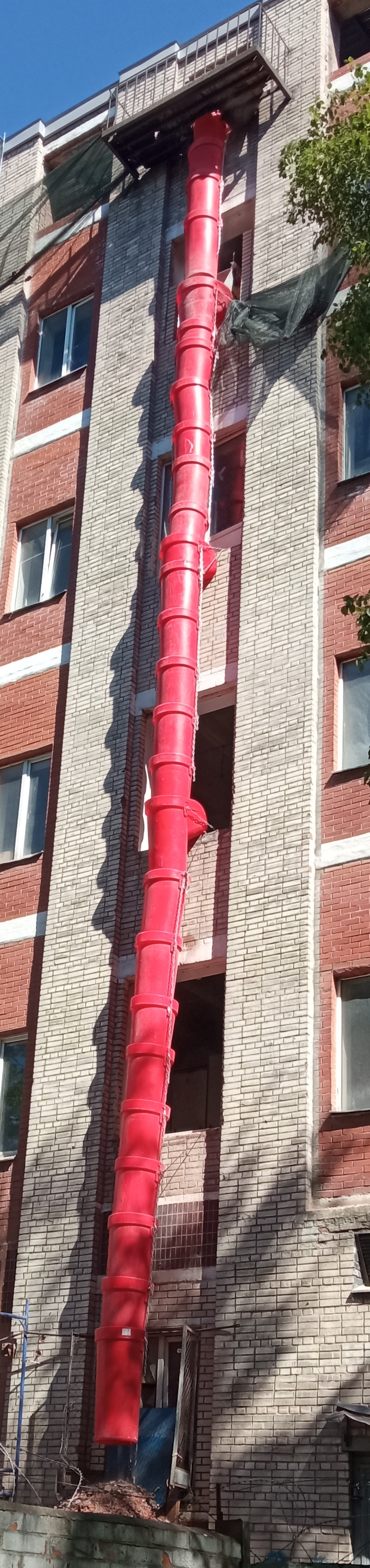
Внешний временный мусоропровод из пластиковых труб-звеньев и приёмных шлюзов. Применяется для сброса строительного мусора

## Современная ситуация
После распространения вторичной переработки и раздельного сбора мусора, сбор бытовых отходов с помощью мусоропровода многими уже не считается целесообразным. 
По этой причине, а также из-за эксплуатационных расходов и с указанием иных мотивах во многих зданиях во время ремонта мусоропроводы убирают. Строительные нормы и правила ряда стран запрещают строительство и дальнейшее использование мусоропроводов. Например подобный запрет прописан в нормативных документах земли Северный Рейн-Вестфалия (Германия). В России вопрос об эксплуатации мусоропровода в доме решается общим собранием собственников жилья.